# Ambilobe
Ambilobe je grad na sjeverozapadu Madagaskara od 14.425 stanovnika u Provinciji Antsiranana i Regiji Diana, administrativni centar istoimenog Distinkta Ambilobe, koji se nalazi 135 km južno od provincijskog središta Antsiranane. Ambilobe je poznat kao rodni grad bivšeg malgaškog predsjednika Alberta Zafija (1993. – 1996.).

## Povijest
Ambilobe je bija povijesna prijestolnica plemena Antankarana. Njihov posljednji kralj Tsimiaro III., razvlašten je tek 1982. Krajem 19. st. pored Ambilobea zbila se bitka između vojske Kraljevstva Antankarana i merinskog kralja Radame I. Većina antankaranskih vođa je izginula u toj bitci, njihovi grobovi nalaze se u pećinama Rezervata prirode Ankarana.Oni predstavljaju svetinje za lokalne stanovnike, koji vjeruju da će jednog dana uskrsnuti.
Početkom 20. st. pored Ambilobea kopalo se zlato, do dvije tone godišnje,  - 
tad su izgrađene prve veće građevine u mjestu zgrade uprave, škola, bolnica.

## Geografske i klimatske karakteristike
Ambilobe leži s desne strane rijeke Sjeverni Mahavavi, na početku njegove velike 
delte u Mozambički kanal, u centru plodne doline Mahavavi, dvadesetak kilometara od mora.
Ambilobe ima tropsku klimu - s prosječnom temperaturom od 30 °C.

## Transport i gospodarstvo
Ambilobe je udaljen 948 km od glavnog grada Antananarivo, s kojim je povezan nacionalnim cestama br. 7. i 4.
Grad ima i malu zračnu luku Ambilobe (IATA: AMB ICAO: FMNE)  
Ambilobe je grad u kome je većina aktivnosti vezana uz proizvodnju i preradu šećerne trske, pamuka i stočarstvo. Najveće poduzeće u gradu je šećerana SIRAMA s.a. (nekadašnji SOSUMO, Société Sucrière du MOSO). Većina stanovnika Ambilobea bavi se poljoprivredom i stočarstvom (između 35 % do 40 %), u industriji radi 13 %, u ribarstvu 10 % a u upravi i uslugama 2 % stanovnika.

Na udaljenosti od 30 km u pravcu sjevera nalazi se Rezervat prirode Ankarana, s brojnim planinarskim stazama i pećinama.
Velika atrakcija su i slapovi na rijeci Sjeverni Mahavavi kod mjesta Amborondolo, udaljeni 30 km od centra. 

## Vanjske poveznice
- Ambilobe na portalu Nord Madagascar
- Fotografija Ambilobea i Sjevernog Mahavavija na portalu panoramio  Arhivirana inačica izvorne stranice od 17. listopada 2016. (Wayback Machine)